# Glenpool
Glenpool is een plaats (city) in de Amerikaanse staat Oklahoma, en valt bestuurlijk gezien onder Tulsa County.

## Demografie
Bij de volkstelling in 2000 werd het aantal inwoners vastgesteld op 8123.
In 2006 is het aantal inwoners door het United States Census Bureau geschat op 9142, een stijging van 1019 (12,5%).

## Geografie
Volgens het United States Census Bureau beslaat de plaats een oppervlakte van
24,1 km², geheel bestaande uit land.

## Plaatsen in de nabije omgeving
De onderstaande figuur toont nabijgelegen plaatsen in een straal van 12 km rond Glenpool.